# Manowar
Manowar je američka heavy metal skupina, osnovana u gradu Auburnu, u državi New York 1980. godine. 

## Povijest
Početak Manowara je vezan uz Black Sabbath; naime Joey DeMaio je radio kao pirotehničar za Black Sabbath. Godine 1980. sastav Shakin Street kojima je gitarist bio Ross Friedman, poznatiji kao ˝Ross The Boss˝ je nastupao kao predgrupa  Sabbathu, a tadašnji vokal Sabbatha Ronnie James Dio je upoznao Joeyja s Rossom koji mu je bio sunarodnjak iz SAD-a. Joey je svirao bas-gitaru (kratko vrijeme je radio za  Sabbath i kao bas tehničar), Ross  gitaru, bivši mesar Eric Adams je 1980. pristupio sastavu kao vokal, te bubnjar Karl Kennedy, sastav je osnovan u Auburnu, New York. Tako je nastao Manowar, koji je imao neobičan epski zvuk pod utjecajan klasične glazbom.  Manowar je u početku svoje nastupe održavao u životinjskoj koži s mačevima u rukama. Nije baš uspijevao u SAD-u, ali zato je brzo prihvaćen u Europi, pogotovo u Engleskoj. Također su imali problema s izdavačkim kućama, na svom prvom koncertu
pred menadžerima, zbog njihovog glasnog zvuka razbijeni su svi prozori, pa su poslani u koncertnu dvoranu.  
Godine 1982. izlazi prvi album Battle Hymns. Album ima osam pjesama, neke od njih su postigle uspjeh, pjesme poput: Manowar, Metal Daze, Fast Taker, Shell Shock i Dark Avenger (na kojoj je redatelj Orson Wells, poznat po filmu Građanin Kane, izvodio jedan pripovjedni dio, te je kasnije nastupio i u singlu Defender). 
Drugi album koji su članovi sastava potpisali krvlju s novom diskografskom kućom, izdan je 1983. pod nazivom Into Glory Ride. Sastav ima novog bubnjara Scotta Columbusa, bubnjar koji je bio izbačeni iz svih prijašnjih sastava zbog svog agresivnog načina bubnjanja. Također snimaju svoj prvi spot Gloves of Metal.
Treći album Hail To England izlazi 1984. i označava njihov prijašnji uspjeh u Engleskoj, zemlji koja je pružila Manowaru veliku podršku. 
Iste godine izlazi Sign Of The Hammer sa svojim drugim singlom All Man Play On Ten.
Sljedeći album izlazi pod nazivom Fighting The World, album kojim je sastav pridobio sve više i više publike, snimljen je spot s tog albuma Blow Your Speakers. 
Godine 1988. izlazi album Kings Of Metal, album koji je gurnuo Manowar među najveća imena na metal sceni; sa žestokim i brzim hitovima poput Kings Of Metal ili Hail And Kill, ili baladama Crown And The Ring (gdje je snimljen s crkvenim zborom) ili Heart Of Steel. Mnogi kritičari i fanovi smatraju ovaj albumom najboljim i najuspješnijim albumom Manowara. Sastav je često navodio u intervjuima kako uživaju svirati u Njemačkoj i biti uz njemačke obožavatelje, te njima u čast izlazi singl Herz Aus Stahl  koji je zapravo Njemačka verzija pjesme Heart Of Steel.
Album Triumph Of Steel iz 1992. sadrži preko 28 minuta dugu epsku pjesmu Achiles, Agony, And Ecstasy, pjesma u kojoj pjevaju o legendi Ahileja i Hektora. S istog albuma izlazi i single pjesma o "true" metalu, Metal Warriors. Obožavatelji pjesmu zovu himnom metala, obavezna pjesma na svakom koncertu, pjesma kojom Manowar poziva na borbu za "true" metal.
Sljedeći album izlazi nakon četiri godine stanke pod nazivom Louder Than Hell, dolazi do promijene u postavi, odlazi gitarist Ross The Boss, a zamjenjuje ga Karl Logan. Na albumu se nalaze i tri pjesme izašle kao singlovi, Return Of The Warlord, Courage, i Number One, te još izlazi i singl Courage Live.
Nakon tog albuma izlaze dva albuma uživo, Hell On Wheels i Hell On Stage u kojima dominiraju pjesme iz svih razdoblja Manowara.
Godine 2002. izlazi album Warriors Of The World s istoimenom pjesmom na njemu koja je izašla kao i singl. Album je dosegao drugo mjesto na top listama u Njemačkoj i postao najprodavaniji album u povijesti izdavačke kuće "Nuclear Blast". Albumom dominira klasični utjecaj Wagnera i heavy metal s odličnom produkcijom, a tu se nalazi i Elvisova obrada American Trilogy (izašla i kao singl zajedno s pjesmom The Fight For Freedom) i obrada dijela opere Turandot, Nessum Dorma, koja je posvećena Ericovoj majci koja je preminula tijekom snimanja albuma. Iste, 2002. godine izlazi i single The Dawn of Battle.
Nedugo zatim Joey DeMagio otvara (u vlastitoj kući) svoju diskografsku kuću "Magic Circle Music" i postaje medadžer power symphony sastava Rhapsody of Fire. 2005. "Magic Circe Music" potpisuju suradnju sa SPV diskografskom kućom u Njemačkoj (koja početkom 21.stoljeća ima glazbeno značenje za metal kakav je nekada imala Engleska), gdje Manowar održava najviše koncerata na touru u jednoj državi.
Godine 2007. izlazi 10. studijski album Gods Of War, koncept albuma je usredotočen na različite bogove (iz Nordijske mitologije). Iste godine preko Magic Circle Musica, sastav organizira Magic Circle Festival, u Njemačkoj, koji je ponovljen 2008. i 2009.
Manowar danas nosi titulu najglasnijeg sastava na svijetu (prema Guinnessovoj knjizi rekorda ). U Njemačkoj u Hannoverskoj glazbenoj dvorani (Hannover´s music hall), Manowar je postigao zvuk glasniji od 129.5 dB, a Joey je na bas-gitari postigao 130.7 dB ( inače 90 dB je definirano kao buka, a 130 dB kao granica boli ), s deset tona pojačala i zvučnika.

## Članovi

### Trenutačni članovi
- Eric Adams
- Joey DeMaio
- Donnie Hamzik
- Karl Logan

### Bivši članovi
- Ross "The Boss" Friedman
- Scott Columbus
- David Shankle
- Kenny Earl "Rhino" Edwards

## Diskografija

### Studijski albumi
- Battle Hymns (1982.)
- Into Glory Ride (1983.)
- Hail To England (1984.)
- Sign Of The Hammer (1984.)
- Fighting The World (1987.)
- Kings Of Metal (1988.)
- The Triumph Of Steel (1992.)
- Louder Than Hell (1996.)
- Warriors Of The World (2002.)
- Gods Of War (2007.)
- Battle Hymns MMXI (2010.)
- The Lord of Steel (2012.)
- Kings of Metal MMXIV (2014.)

### Kompilacijski albumi
- Manowar Kills (1992.)
- The Hell of Steel: Best of Manowar (1994.)
- Anthology (1997.)
- The Kingdom of Steel (1998.)
- Steel Warriors (1998.)

### Albumi uživo
- Hell on Wheels (1997.)
- Hell on Stage (1999.)
- Gods of War Live (2007.)

## Vanjske poveznice
- Službene Internet stranice
- O grupi i diskografija na stranicama Rockdetectora
- Manowar tekstovi pjesama  Arhivirana inačica izvorne stranice od 9. svibnja 2006. (Wayback Machine)
- Manowar razno
- Manowar službene stranice na španjolskom  Arhivirana inačica izvorne stranice od 28. rujna 2007. (Wayback Machine)
- Manowar Švedska
- MANOWAR.lap.hu